# Dijksterhuis- of Hondegatspolder
De Dijksterhuis- of Hondegatspolder (ook de Dijksterhuispolder genoemd) is een voormalig waterschap in de provincie Groningen.
Het schap lag ten zuidoosten van Thesinge en ten westen van Garmerwolde, evenwijdig aan het Abbemaar. De polder was bijna 2 km lang en slechts 150 m breed. De molen van het schap stond aan het Abbemaar, ongeveer 450 m ten zuiden van de Lageweg (de weg van Garmerwolde naar Thesinge). Van 1940 tot 1947 werd de polder bemalen door de Lagewegsterpolder. Daarna door de Lage polder.
Waterstaatkundig gezien ligt het gebied sinds 1995 binnen dat van het waterschap Noorderzijlvest.

## Naam
Het Hondegat is de in onbruik geraakte naam van het watertje dat de zuidwestelijk grens vormde (dus buiten de polder) en dat de verbinding was van het Abbemaar met de Zuidwending.